# Aglianico del Vulture Superiore
Aglianico del Vulture Superiore è la DOCG riservata ad alcuni vini la cui produzione è consentita in provincia di Potenza.

## Zona di produzione
La zona di produzione comprende i comuni di Acerenza, Atella (escluse le tre isole amministrative di Sant'Ilario, Riparossa e Macchia), Banzi, Barile, Forenza, Genzano di Lucania, Ginestra, Lavello, Maschito, Melfi, Palazzo San Gervasio, Rapolla, Rionero in Vulture, Ripacandida, Venosa in provincia di Potenza.
La zona di produzione di questi vini comprende un territorio di alta e media collina, sulle pendici del Monte Vulture, vulcano spento alto 1 327 m e che digrada progressivamente verso ovest lungo il fiume Ofanto e verso Est verso la piana della Puglia.
Si tratta di suoli diversi che vanno dal tipo sabbioso, sabbioso pozzolanico al limoso-argilloso, ma tutti ricchi di colloidi e quindi di nutrienti.
I vigneti si trovano a quote variabili dai 200 ai 700 m s.l.m. con pendenza variabile ed esposizione a est e sud-est.
Il clima è arido nei mesi di luglio ed agosto, temperato nei mesi di giugno e settembre, subumido e/o umido nei mesi di ottobre e novembre, periodo di vendemmia.
In estate la temperatura media è di 25 °C, ma con punte di 35 °C a causa dei venti africani che, fra l'altro, producono anche una accentuata disidratazione delle foglie. Il tutto ulteriormente complicato dal regime di brezze dovute alla presenza del massiccio del Vulture. La conseguente accentuata escursione termica giornaliera allunga il periodo di maturazione dell'uva, ma determina anche il ricco “bouquet” dei vini.
Anche il regime delle precipitazioni agisce in questo senso: infatti cadono mediamente 650–750 mm di pioggia, ma sono concentrati nel periodo autunno vernino con spinta siccità nel periodo estivo.

## Storia
La viticoltura ha nel Vulture origini antiche. I primi riscontri si trovano negli scritti di autori latini: Plinio, Strabone, Virgilio, Marziale ad iniziare dal VII secolo a.C.
Orazio, poeta di Venosa, decanta le qualità dei vini del Vulture nelle sue Odi. Sono presenti nel territorio, numerosi reperti inerenti alla produzione del vino e risalenti a quell'epoca
La viticoltura della zona è stata fortemente condizionata dalla spinta frammentazione fondiaria indirizzando la produzione verso la qualità: la “vigna” viene sentita come il giardino “di casa” e le si presta cure meticolose, estranee alle “coltivazioni da reddito”.
Solo in questo modo, d'altronde, la vite può sopravvivere in una zona climaticamente avversa a causa delle eccessive piogge autunnali che ostacolano i normali processi di maturazione oltretutto in un vitigno ricco di tannino qual è l'Aglianico.
Il risultato finale consiste in vini di qualità nettamente superiore che possono reggere il confronto con i vini dell'Italia settentrionale.
Il 24 marzo 2012, Poste Italiane ha emesso francobolli raffiguranti i vini di 15 Regioni d'Italia; tra questi uno è dedicato all'Aglianico del Vulture.

## Disciplinare
Precedentemente all'attuale disciplinare questa DOCG era stata:
Approvata DOC con DPR 18.02.1971
Approvato DOCG con DM 02.08.2010 GU 188 - 13.08.2010

## Tipologie

### Aglianico del Vulture Superiore
E’ consentito l’uso della menzione vigna.
|                                | Aglianico del Vulture Superiore          | Aglianico del Vulture Superiore riserva  |
| uvaggio                        | Aglianico del Vulture e/o Aglianico 100% | Aglianico del Vulture e/o Aglianico 100% |
| titolo alcolometrico minimo    | 13,5% vol.                               | 13,5% vol.                               |
| acidità totale minima          | 4,5g/l                                   | 4,5g/l                                   |
| estratto secco minimo          | 26,0 g/l                                 | 26,0 g/l                                 |
| resa massima di uva per ettaro | 80 q.                                    | 80 q.                                    |
| resa massima di uva in vino    | non superiore 65%                        | non superiore 65%                        |

#### Caratteri organolettici
- Aspetto: rosso rubino intenso tendente al granato;
- Olfatto: tipico, gradevole ed intenso;
- Gusto: secco, giustamente tannico, sapido, persistente, equilibrato con l'invecchiamento;

#### Abbinamenti consigliati
L'Aglianico del Vulture superiore si abbina con le carni arrostite e grigliate, l'abbacchio al forno e i formaggi locali.